# 港务集团大厦
港务集团大厦（英語：PSA Building）位於新加坡核心商業區西部，亞歷山大路460號，1985年落成，樓高183米，共42層，是新加坡國際港務集團的總部，其他主要租客包括：驻新加坡台北代表处、新加坡交通部、新加坡海事及港务管理局和多間航運公司。大樓基座共3層，是名為ARC的購物中心。